# Hadena obsolescens
Hadena obsolescens là một loài bướm đêm trong họ Noctuidae.